# Lotus scoparius
Espèce
Acmispon glaber (anciennement Lotus scoparius) est une espèce de plantes à fleurs de la famille des Fabaceae.